# Sònia Moll Gamboa
Sònia Moll Gamboa (Barcelona, 1974) és una filòloga i poeta catalana. Treballa com a professora de català per a adults i com a correctora i assessora lingüística. Va guanyar el premi Jalpí i Julià de Narrativa en la categoria juvenil l'any 1992. El seu primer llibre va ser la novel·la juvenil L'últim estrip d'aire (1998, Cruïlla). Ha publicat quatre llibres de poemes: Non si male nunc (Viena Edicions, 2008), I Déu en algun lloc (Cafè Central/Eumo, 2014), traduït al castellà en versió bilingüe per Godall Edicions, Faci'm oblidar el bosc (Godall Edicions, 2021) i On fugirem, amor (Godall Edicions, 2025). També ha publicat La princesa cavaller/Era princessa cavalèr (Godall Edicions, 2023), il·lustrat per Eric Sancho Brú, en versió bilingüe català-aranès (versió aranesa de Ferriol Macip). Va rebre el XXXII Premi "25 d'abril" Vila de Benissa per l'obra narrativa Creixen malgrat tot les tulipes (2013). En literatura infantil, ha publicat Fernando Botero. Un mar de historias (2016, Editorial Mediterrània, il·lustrat per Renata Srpcanska) i Els dimarts de la iaia Lola (2019, Edicions del Ratolí, il·lustrat per Joan Turu).
Des del 10 d'abril de 2008 publica apunts regularment al blog La vida té vida pròpia. D'octubre de 2015 a novembre de 2019 va col·laborar amb una columna quinzenal a la secció "Impressions" de La Directa que ha recopilat Godall Edicions en el volum Beneïda sigui la serp (2018, Barcelona). La mateixa editorial en va editar la versió castellana, traduïda per Neus Aguado, el 2019: La serpiente. Artículos de desobediencia.
Quant a altres col·laboracions, ha publicat diversos poemes al llibre La catalana de lletres 2005 i a la revista de poesia Caravansari. També ha escrit els pròlegs dels llibres següents: Dones d'heura, de Marta Pérez i Sierra (2011); La clau dicotòmica, d'Elisabet Punset; La mort de la mare em va fer més lliure, de Mari Luz Esteban; Les primeres vegades..., de Bárbara Ramajo Garcia; Los cuerpos, de Marina Carretero Gómez; Umbilical, de Damià Rotger; Pell morta, de Montse Maestre Casadesús; Mitocondrias, d'Albert Rabell.
Ha cocreat els espectacles poeticomusicals Carta Blanca (amb Clara Peya), Rere l'esquerda (amb Alessio Arena), Gàbies (amb Lidia Uve), Com una pedra negra (amb Marta Dalmau i Sergi Blanch), i I am not wrong. Poesia LGTBIQ i This poem is not consent. Feminisme i lluita (amb Txus Garcia).

## Obra
- L'últim estrip d'aire (1998, Barcelona: Cruïlla).
- Non si male nunc (2008, Sant Boi de Llobregat: Viena). Premi Sant Celoni de Poesia 2007.
- Nou de set (autors diversos, 2011) a cura de Susanna Rafart.
- Creixen malgrat tot les tulipes (2013). Premi de Narrativa curta 25 d'Abril de Vila de Benissa.
- I Déu en algun lloc (2014, Vic: Cafè Central i Eumo Editorial).
- Y Dios en algún lugar (2017, Barcelona: GodallEdicions).
- Beneïda sigui la serp (2018, Barcelona: Godall edicions).
- Els dimarts de la iaia Lola (2019, Edicions del Ratolí, il·lustrat per Joan Turu).
- La serpiente. Artículos de desobediencia (2019, Barcelona: Godall edicions).
- Faci'm oblidar el bosc (2021, Barcelona: Godall edicions)[8]
- La princesa cavaller / Era princessa cavalèr (2023, Barcelona, Godall Edicions).
- On fugirem, amor (2025, Godall Edicions)